# Konopnica (Mszana)
Konopnica (ukr. Конопниця) – dawna wieś na Ukrainie w rejonie tarnopolskim należącym do obwodu tarnopolskiego.
Leżała na południe od Mszany. Po wsi nie pozostało nic.

## Historia
Konopnica to dawniej samodzielna osada. W II Rzeczypospolitej, 1 stycznia 1926 wyodrębniono ją z rozparcelowanego byłego obszaru dworskiego dóbr Mszana i utworzono w niej odrębną gminę jednostkową Konopnica w powiecie zborowskim w województwie tarnopolskim.
1 sierpnia 1934 r. w ramach reformy na podstawie ustawy scaleniowej Konopnica weszła w skład nowej zbiorowej gminy Bogdanówka, gdzie we wrześniu 1934 utworzyła gromadę.
Po wojnie włączona w struktury ZSRR.